# قائمة مقاطعات مين
تضم ولاية مين الأمريكية 16 مقاطعة، قبل اعلان أنشاء الولاية، كانت ولاية مين رسميا جزءا من ولاية ماساتشوستس وكانت تسمى في مقاطعة مين. أنشأت ولاية ماين في 15 مارس 1820 كجزء من تسوية ميسوري. تسعة من ستة عشر مقاطعة كانت حدودها مرسومة بينما كانت مين تزال جزء من ولاية ماساتشوستس، وبالتالي تلك المقاطعات هي أقدم من الولاية نفسها.
حتى بعد عام 1820، كانت الحدود الشمالية لولاية ماين متنازع عليها مع بريطانيا، إلى أن تم تسوية المسألة واستقرت حدود المقاطعات الشمالية على شكلها النهائي والرسمي بعد توقيع معاهدة وبستر-أشبرتون، والتي وقعت في عام 1842. تقريبا كل أراضي مقاطعة أروستوك كان متنازع عليها حتى تم التوقيع على المعاهدة.
تعتبر مقاطعة يورك أولي المقاطعات التي تم انشاؤها في عام 1652، ولكن تم أنشاؤها كأحدي مقاطعات حكومة مستعمرة خليج ماساتشوستس باسم مقاطعة يوركشاير (ماساتشوستس).

## المقاطعات
| مقاطعة            | FIPS | مقر المقاطعة   | تاريخ التأسيس | المنشأ | أصل التسمية                                                                                               | تعداد السكان | المساحة                      | الخريطة                                       |
| مقاطعة أندرسكوجن  | 001  | أوبورن         | 1854          | من أجزاء من مقاطعات كمبرلاند، وكنبك، ولينكولن | قبيلة اندرسكوجين (الأمريكين الأصليين)                                                                     | 107,702      | 497 ميل مربع (1,290 كـم2)    | Map of Maine highlighting Androscoggin County |
| مقاطعة أروستوك    | 003  | هلتون          | 1839          | من أجزاء من مقاطعات بينوبسكوت، وواشنطن | كلمة ترجع إلي السكان الأصليون في الولايات المتحدة(الهنود الحمر) وتعني النهر الجميل                        | 71,870       | 6,829 ميل مربع (17,690 كـم2) | Map of Maine highlighting Aroostook County    |
| مقاطعة كمبرلاند   | 005  | بورتلاند       | 1761          | تم أنشأوها كأحدي مقاطعات ولاية ماساتشوستس تحت اسم (مقاطعة كمبرلاند (ماساتشوستس )) كجزء من مقاطعة يورك ثم أنتقلت إلي ولاية مين                                                                                   | الأمير وليام أوغسطس، دوق كمبرلاند، ابن جورج الثاني ملك بريطانيا العظمى.                                   | 281,674      | 1,217 ميل مربع (3,150 كـم2)  | Map of Maine highlighting Cumberland County   |
| مقاطعة فرنكلين    | 007  | فارمنجتون      | 1838          | من أجزاء من مقاطعات كنبك، وأكسفورد، وسومرست | بنيامين فرانكلين، أجد الآباء المؤسسين، وعالم، وطباع، ودبلوماسي.                                           | 30,768       | 1,744 ميل مربع (4,520 كـم2)  | Map of Maine highlighting Franklin County     |
| مقاطعة هانكوك     | 009  | إلسورث         | 1790          | تم أنشأوها كأحدي مقاطعات ولاية ماساتشوستس تحت اسم (مقاطعة هانكوك (ماساتشوستس )) كجزء من مقاطعة لينكولن ثم أنتقلت إلي ولاية مين                                                                                  | جون هانكوك (1737-1793)، أحد الآباء المؤسسين ورئيس الاتفاقية التي نتج عنها إعلان استقلال الولايات المتحدة. | 54,418       | 2,351 ميل مربع (6,090 كـم2)  | Map of Maine highlighting Hancock County      |
| مقاطعة كنبك       | 011  | أوغوستا        | 1799          | تم أنشأوها كأحدي مقاطعات ولاية ماساتشوستس تحت اسم (مقاطعة كنبك (ماساتشوستس )) كجزء من مقاطعة لينكولن ثم أنتقلت إلي ولاية مين                                                                                    | نهر كنبك في ولاية ماين.                                                                                   | 122,151      | 951 ميل مربع (2,460 كـم2)    | Map of Maine highlighting Kennebec County     |
| مقاطعة نوكس       | 013  | روكلاند        | 1860          | من أجزاء من مقاطعات لينكولن ووالدو | هنري نوكس (1750-1806)، وهو أول وزير دفاع للولايات المتحدة (1789 - 1794)، الذي عاش في توماستون، مين.       | 39,736       | 1,142 ميل مربع (2,960 كـم2)  | Map of Maine highlighting Knox County         |
| مقاطعة لينكولن    | 015  | ويسكاسيت       | 1760          | تم أنشأوها كأحدي مقاطعات ولاية ماساتشوستس تحت اسم (مقاطعة لينكولن (ماساتشوستس )) كجزء من مقاطعة يورك ثم أنتقلت إلي ولاية مين                                                                                    | مدينة لينكولن إنجلترا.                                                                                    | 34,457       | 700 ميل مربع (1,800 كـم2)    | Map of Maine highlighting Lincoln County      |
| مقاطعة أكسفورد    | 017  | باريس          | 1805          | تم أنشأوها كأحدي مقاطعات ولاية ماساتشوستس تحت اسم (مقاطعة أكسفورد (ماساتشوستس )) كجزء من مقاطعات يورك وكمبرلاند ثم أنتقلت إلي ولاية مين                                                                         | ربما تم تسميتها لأكسفورد، ماساشوستس.                                                                      | 57,833       | 2,175 ميل مربع (5,630 كـم2)  | Map of Maine highlighting Oxford County       |
| مقاطعة بينوبسكوت  | 019  | بانجور         | 1816          | تم أنشأوها كأحدي مقاطعات ولاية ماساتشوستس تحت اسم (مقاطعة بينوبسكوت (ماساتشوستس )) كجزء من مقاطعة هانكوك ثم أنتقلت إلي ولاية مين                                                                                | قبيلة بينوبسكوت (الأمريكين الأصليين)                                                                      | 153,923      | 3,556 ميل مربع (9,210 كـم2)  | Map of Maine highlighting Penobscot County    |
| مقاطعة بيسكاتيكوس | 021  | دوفر-فوكسكروفت | 1838          | من أجزاء من مقاطعات بينوبسكوت وسومرست | أبيناكي كلمة ترجع إلي السكان الأصليون في الولايات المتحدة (الهنود الحمر) وتعني المياه السريعة             | 17,535       | 4,377 ميل مربع (11,340 كـم2) | Map of Maine highlighting Piscataquis County  |
| مقاطعة سجاداهوك   | 023  | باث            | 1854          | من جزء من مقاطعة لينكولن | كلمة ترجع إلي السكان الأصليون في الولايات المتحدة (الهنود الحمر) وتعني مصب النهر الكبير                   | 35,293       | 370 ميل مربع (960 كـم2)      | Map of Maine highlighting Sagadahoc County    |
| مقاطعة سومرست     | 025  | سكوفاجين       | 1809          | تم أنشأوها كأحدي مقاطعات ولاية ماساتشوستس تحت اسم (مقاطعة سومرست (ماساتشوستس )) كجزء من مقاطعة كنبك ثم أنتقلت إلي ولاية مين                                                                                     | مقاطعة سومرست في انكلترا.                                                                                 | 52,228       | 4,095 ميل مربع (10,610 كـم2) | Map of Maine highlighting Somerset County     |
| مقاطع والدو       | 027  | بلفاست         | 1827          | من أجزاء من مقاطعات هانكوك، وكنبك ولينكولن | صموائيل والدو، صاحب أراضي في مين وأحد جنود المستعمرات وشارك في حصار لويسبورغ (1745).                      | 38,786       | 853 ميل مربع (2,210 كـم2)    | Map of Maine highlighting Waldo County        |
| مقاطعة واشنطن     | 029  | ماتشياس        | 1790          | تم أنشأوها كأحدي مقاطعات ولاية ماساتشوستس تحت اسم (مقاطعة واشنطن (ماساتشوستس )) كجزء من مقاطعة لينكولن ثم أنتقلت إلي ولاية مين                                                                                  | جورج واشنطن، أول رئيس للولايات المتحدة.                                                                   | 32,856       | 3,255 ميل مربع (8,430 كـم2)  | Map of Maine highlighting Washington County   |
| مقاطعة يورك       | 031  | ألفريد         | 1652          | تم أنشأوها كأحدي مقاطعات ولاية ماساتشوستس تحت اسم (مقاطعة يوركشاير (ماساتشوستس )) من الأجزاء الجنوبية من منطقة مين، ثم تم إعادة تسميتها مقاطعة يورك في ولاية ماساتشوستس في عام 1668. قبل الأنتقال إلي ولاية مين | يورك، انجلترا، مهد كريستوفر ليفيت من أوائل من حاولوا الأستقرار في المنطقة.                                | 197,131      | 1,271 ميل مربع (3,290 كـم2)  | Map of Maine highlighting York County         |